# 16 successi di Fred Buscaglione
16 successi di Fred Buscaglione è un album di Fred Buscaglione del 1959.

## Il disco
I cinque album in studio di Buscaglione erano stati pubblicati in formato 10 pollici, questo invece fu il primo pubblicato in formato 12 pollici. Fu pubblicato postumo nell'aprile 1960, e venne ristampato varie volte, negli anni settanta e ottanta.
È uno dei più celebri LP del cantautore.

## Tracce
Lato A
Testi e musiche di Fred Buscaglione, Leo Chiosso, tranne dove indicato.
1. Eri piccola così
2. Che bambola!
3. Il dritto di Chicago (Fred Buscaglione)
4. Love in Portofino
5. Le rififi (Gérard Philipe)
6. Si sono rotti I "Platters"
7. Ciao Joe
8. Sofisticata

Lato B
Testi e musiche di Fred Buscaglione, Leo Chiosso, tranne dove indicato.
1. Guarda che luna
2. Whisky facile
3. Al chiar di Luna porto fortuna (Alberto Testa, Carlo Alberto Rossi)
4. Che notte
5. Porfirio Villarosa (Elgos)
6. Mi sei rimasta negli occhi (Fred Buscaglione, Mario Poglitti)
7. Criminalmente bella
8. Teresa non sparare

## Formazione
- Fred Buscaglione - voce
- Fatima Robin's - voce

### Asternovas
- Gianni Saiu - chitarra
- Dino Arrigotti - pianoforte
- Carletto Bistrussu – batteria
- Berto Pisano - contrabbasso
- Giulio Libano - tromba
- Giorgio Giacosa - sax, clarinetto, flauto